# Porwanie w biały dzień
Porwanie w biały dzień (ang. Taken in Broad Daylight) – kanadyjski telewizyjny thriller z 2009 roku w reżyserii Gary'ego Yatesa. Alternatywny polski tytuł W biały dzień.

## Opis fabuły
6 lipca 2001 r., Nebraska. Siedemnastoletnia Anne Sluti (Sara Canning) dowiaduje się, że została przyjęta do college'u. Chce powiedzieć o tym chłopakowi i przyjaciółce. Gdy wsiada do samochodu, zostaje napadnięta przez Tony'ego Zappę (James Van Der Beek). Mężczyzna porywa dziewczynę i więzi ją w odosobnieniu. Policja rozpoczyna jej poszukiwania. Tymczasem Anne, by uciec, próbuje manipulować przestępcą. Rozpoczyna z nim niebezpieczną grę, której stawką jest jej życie.

## Obsada
- Sara Canning jako Anne Sluti
- James Van Der Beek jako Anthony Steven "Tony Zappa" Wright
- LeVar Burton jako Mike Timbrook
- Diana Reis jako Elaine Sluti
- Tom Anniko jako Don Sluti
- Brian Edward Roach jako Tom Sluti
- Alexandra Castillo jako agent Reynolds
- Sarah Constible jako Cat
- Jacqueline Loewen jako Paige
- Garth Merkeley jako Gary
- Adriana O'Neil jako Diane
- Nancy Drake jako babcia Tony'ego
- Robert Huculak jako agent Carter
- Kristen Harris jako Katie Harris